# Patu (ort)
Patu är en ort i Brasilien.   Den ligger i kommunen Patu och delstaten Rio Grande do Norte, i den östra delen av landet, 1 600 km nordost om huvudstaden Brasília. Patu ligger 253 meter över havet och antalet invånare är 8 841.
Terrängen runt Patu är platt åt nordväst, men åt sydost är den kuperad. Patu är det största samhället i trakten.
Omgivningarna runt Patu är huvudsakligen savann. Runt Patu är det ganska glesbefolkat, med 30 invånare per kvadratkilometer.